# Ptyas fusca
Espèce
Synonymes
- Coryphodon fuscus Günther, 1858

Statut de conservation UICN

 LC  : Préoccupation mineure
Ptyas fusca  est une espèce de serpents de la famille des Colubridae.

## Répartition
Cette espèce se rencontre :
- en Indonésie sur les îles de Bangka, de Belitung, de Nias, de Sumatra ainsi que dans les îles Natuna et au Kalimantan ;
- au Brunei ;
- en Malaisie péninsulaire et en Malaisie orientale ;
- en Thaïlande ;
- à Singapour.

## Publication originale
- Günther, 1858 : Catalogue of Colubrine Snakes in the Collection of the British Museum, London, p. 1-281 (texte intégral).